# Aquatic Botany
Aquatic Botany («Международный научный журнал, посвященный прикладным и фундаментальным исследованиям подводных, плавающих и поверхностных растений в морских и пресноводных экосистемах») — рецензируемый научный журнал, посвященный исследованиям структуры, функций, динамики и классификации водных сообществ и экосистем, а также молекулярным, биохимическим и физиологическим аспектам водных растений.
В журнале могут быть опубликованы результаты как фундаментальных так и прикладных исследований.
Журнал был основан в 1975 году Сис ден Хартог, который до сих пор является редактором-консультантом. Журнал издает издательство Elsevier, а главными редакторами являются JE Vermaat (Норвежский университет естественных наук) и EM Gross (Университет Лотарингии).

## Индексирование
Журнал индексируется в Aquatic Sciences and Fisheries Abstracts, BIOSIS Previews, Current Contents/Agriculture, Biology & Environmental Sciences, EMBiology, and Scopus.
По данным Journal Citation Reports, в 2013 год импакт-фактор журнала составил 1,471.